# Staré Sedliště
Staré Sedliště är en ort i Tjeckien.   Den ligger i regionen Plzeň, i den västra delen av landet, 130 km väster om huvudstaden Prag. Staré Sedliště ligger 498 meter över havet och antalet invånare är 997.
Terrängen runt Staré Sedliště är platt åt nordost, men åt sydväst är den kuperad. Runt Staré Sedliště är det glesbefolkat, med 20 invånare per kvadratkilometer. Närmaste större samhälle är Tachov, 7,1 km nordväst om Staré Sedliště. Omgivningarna runt Staré Sedliště är en mosaik av jordbruksmark och naturlig växtlighet.